# Brandenburgi György

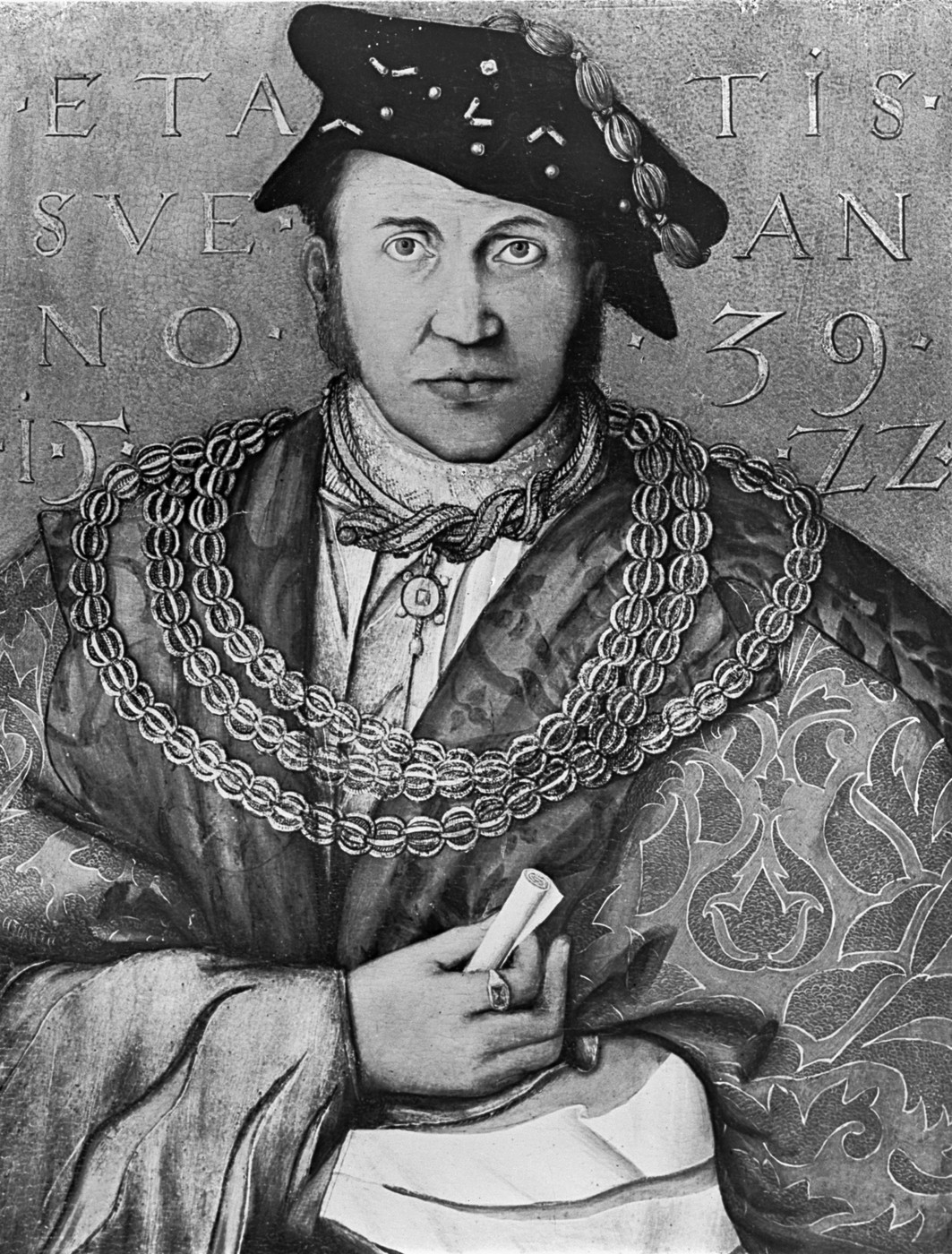
Brandenburgi György portréja 1522 körül

Brandenburgi György egyik ismert neve Jámbor György (Georg der Fromme) (Ansbach, 1484. március 4. – Ansbach, 1543. december 27.) a frankföldi Ansbach és Bayreuth őrgrófja, Brandenburg régense, II. Ulászló unokaöccse, II. Lajos magyar király nevelője. Testvére Brandenburgi Albert, a Német Lovagrend nagymestere.

## Élete
Édesapja V. (Öregebb) Frigyes őrgróf volt, a családban a második fiúgyermek volt, míg Albert a harmadikként jött a világra. Édesapja ráhagyta a grófságot.

Nagybátyja, II. Ulászló hívására jött Magyarországra, ahol feleségül vette Corvin Jánosnak, Mátyás király törvénytelen fiának özvegyét, Frangepán Beatrixot, akitől horvátországi és erdélyi uradalmakat kapott, többek között Gyulát és Vajdahunyadot. Jóllehet a Beatrixszal kötött házassága politikai érdekekből köttetett, és állítólag még a házastársak között valamifajta szerelmi viszony is kialakult, György meglehetősen korhely életet élt, és botrányos házasságon kívüli kalandjai voltak. 
Bornemissza Jánossal együtt a kiskorú II. Lajos nevelője lett. 
Bornemissza és Bakócz Tamás végül elmozdította a helyéről. 1524-ben áttért az evangélikus hitre, bár nem volt benne túl nagy meggyőződés, de a katolikusokkal szemben már korábban is ellenszenvet táplált. Albert az ő példáját követve 1525-ben szintén felvette az evangélikus vallást és a Német Lovagrend észak-lengyelországi birtokain megalapította a szuverén Porosz Hercegséget.
1525-ben György távozott Magyarországról és Ansbachba vitte a Hunyadiak leveleit, ezzel megmentette őket a pusztulástól. Élvhajhász hírében állt. Művelt ember volt, az anyanyelvén kívül beszélt csehül, románul, latinul és szerbül.

A magyar belháború alatt I. Ferdinándot támogatta, noha az katolikus volt, de magyarországi birtokainak egy része Szapolyai János mellett állt. Szapolyaival szintén ellentétei voltak magyarországi tartózkodása alatt.
Szerepet játszott a reformáció Brandenburgban való elterjesztésében.